# Castuera
Castuera és un municipi de la província de Badajoz a Espanya amb 6.989 habitants, capital de la comarca de La Serena. A la vora de la zona estepària de La Serena, està comunicada per tren amb Madrid i amb Badajoz i Mèrida. Posseeix una universitat popular amb cinema i teatre, dos instituts i un centre de professors i recursos.